# Писма из Србије (књига)
Писма из Србије сатирична је књига Бојана Љубеновића, аутора култне рубрике ТРН - Тако Рећи Незванично и уредника страна хумора у Вечерњим новостима. Бојан Љубеновићев је путем лика, измишљеног странца, на духовит и сатиричан начин описао данашњу Србију и добио прилику да постане плен читалаца који воле хумор и сатиру.

## О књизи
Писма из Србије је књига која садржи стотину сатиричних и духовитих писама које главни лик - странац пише својима негде у иностранству, описујући данашњу Србију, њене грађане, обичаје, заблуде, парадоксе. Ова књига преведена је на мађарски и руски језик. По њеним мотивима зрењанински глумац Јовица Јашин већ годинама игра позоришну монодраму "Има једна земља".